# Спичрайтинг
Спичрайтинг — профессиональное написание текстов для публичных выступлений (англ. «Speechwriting» — написание речи). Это специфическая PR-технология, представленная в виде техники подготовки и написания PR-текста, предназначенного для устного исполнения.
В данную категорию    
можно отнести также консалтинг первого лица в организации самого выступления.

## Основы спичрайтинга
В основе спичрайтинга лежат базовые навыки: понимания поведения человека и навыки манипулирования им, но отточенные до совершенства. К ним можно отнести:
- лингвистику,
- риторику,
- психологию,
- рекламу.

Основными областями приложения данного навыка и инструмента являются политика и бизнес. В соответствии чему, и выделяются два основных вида спичрайтинга: деловой и политический.

## Этапы подготовки ораторской речи
- аналитическая работа по сбору и обработке материалов выступления;
- создание текста публичного выступления (компоновка фактов и приведение материала в нужную форму);[2]
- шлифовка текста под конкретную персону;
- шлифовка текста вычиткой;
- оформление (в том числе решение задач удобства выступающего).

## Пример текста, подготовлено с использованием технологий спичрайтинга
Текст выступления Андрея Николаевича Сахарова на форуме «За безъядерный мир, за выживание человечества», состоявшемся

14-16 февраля 1987 г. в Москве.

```
...Ядерное оружие разделяет человечество, угрожает ему. Но есть мирное использование ядерной энергии, которое должно 

способствовать объединению человечества. Разрешите мне сказать несколько слов по этой теме, связанной с основной целью

форума.

В эти дни в выступлениях участников много раз упоминалась катастрофа в Чернобыле, явившаяся примером трагического

взаимодействия несовершенства техники и человеческих ошибок.

Нельзя тем не менее переносить на мирное использование ядерной энергии то неприятие, которое люди вправе иметь к её

военным применениям. Человечество не может обойтись без ядерной энергетики. Мы обязаны поэтому найти такое решение

проблемы безопасности, которое полностью исключило бы возможность повторения чего-либо подобного чернобыльской

катастрофе в результате ошибок, нарушения инструкций, конструктивных дефектов и технических неполадок.

Такое кардинальное решение — размещение ядерных реакторов под землей на глубине, исключающей выделение

радиоактивных продуктов в атмосферу при любой мыслимой аварии. При этом будет также обеспечена ядерная безопасность

в случае войны, ведущейся без использования ядерного оружия. Особенно существенно иметь полную безопасность для

теплофикационных станций, располагаемых вблизи больших городов. Идея подземного расположения ядерных реакторов

не нова, против неё выдвигаются соображения экономического характера. На самом деле с использованием современной

землеройной техники цена будет, как я убежден, приемлемой. Жалеть же деньги на предотвращение радиационных катастроф

нельзя. Я считаю, что мировая общественность, обеспокоенная возможными последствиями мирного использования ядерной

энергии, должна сосредоточить свои усилия не на попытках вовсе запретить ядерную энергетику, а на требовании

обеспечить её полную безопасность.
[
3
]
```

## Книги
— П. А. Кузнецов. Копирайтинг и спичрайтинг. Эффективные рекламные и PR-технологии. 2012, 260 с.